# Rue Saint-Claude (Paris)
Pour les articles homonymes, voir Rue Saint-Claude.
La rue Saint-Claude est une voie située dans le quartier des Archives du 3e arrondissement de Paris. 

## Situation et accès
Longue de 186 mètres, elle commence boulevard Beaumarchais et se termine rue de Turenne.
Le quartier est desservi par la ligne 8 à la station Saint-Sébastien – Froissart.

## Origine du nom
Elle doit son nom à l’enseigne d’un ancien commerce qui s’y trouvait et qui représentait Claude de Besançon (607-699), qui devient objet de culte vers le XIIe siècle.

## Historique

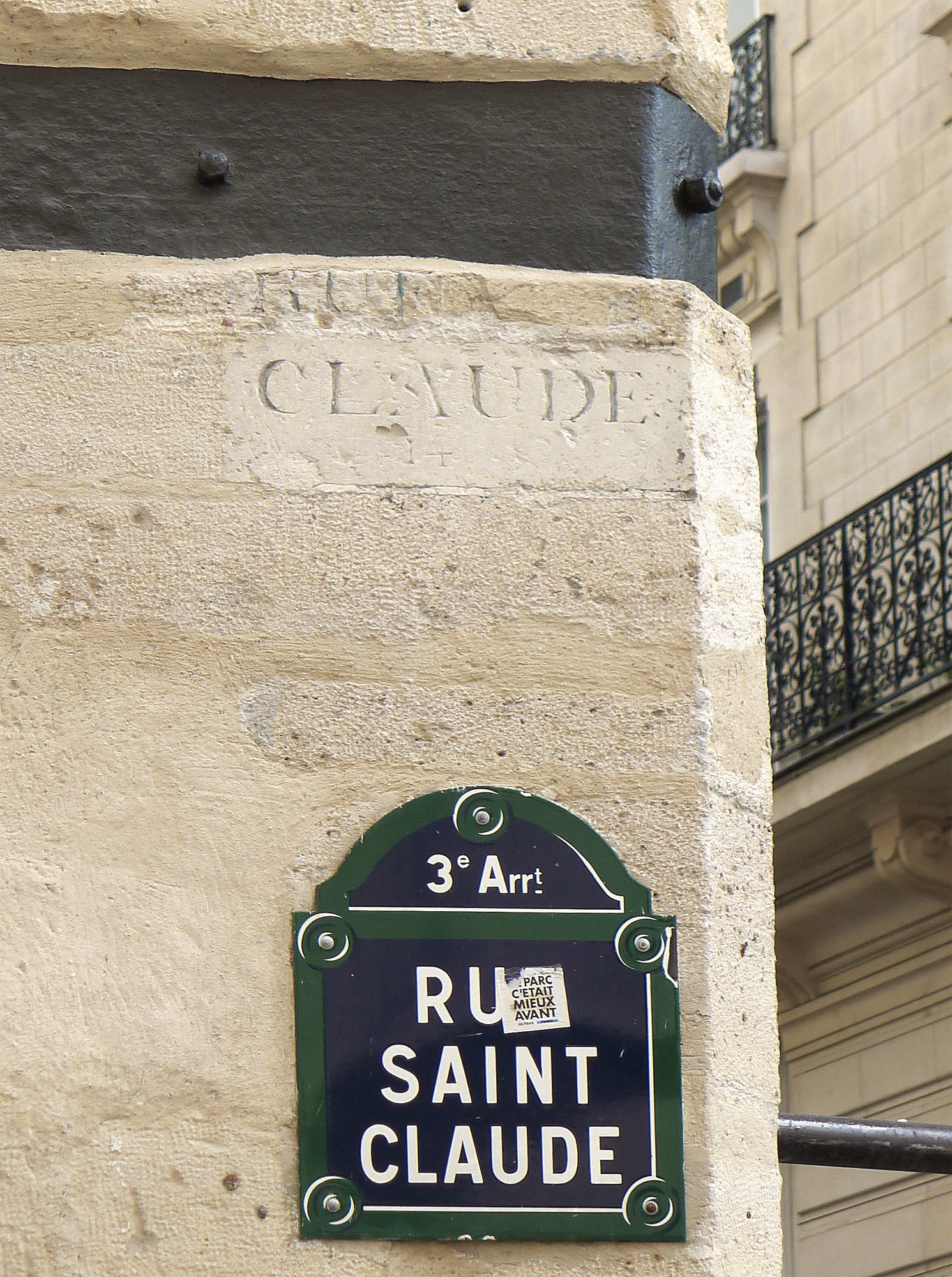
Ancien nom gravé.

La rue est officiellement ouverte en 1640 sur le clos Margot. Elle s'appelait précédemment « rue Saint-Claude-au-Marais ».

## Bâtiments remarquables et lieux de mémoire
- No 1 : le magicien Cagliostro aurait loué, le 30 janvier 1785, le premier étage de l'hôtel situé à cette adresse[1]. Location de courte durée car, dès août 1785, il fut impliqué dans l'affaire du collier de la reine, et de ce fait, fut exilé par le roi[2].
- No 8 : le dernier barbier de Paris est établi à cette adresse[3]. Un de ses prédécesseurs, propriétaire du 26, rue Saint-Claude, aurait coiffé le prince Gaston d'Orléans[4].

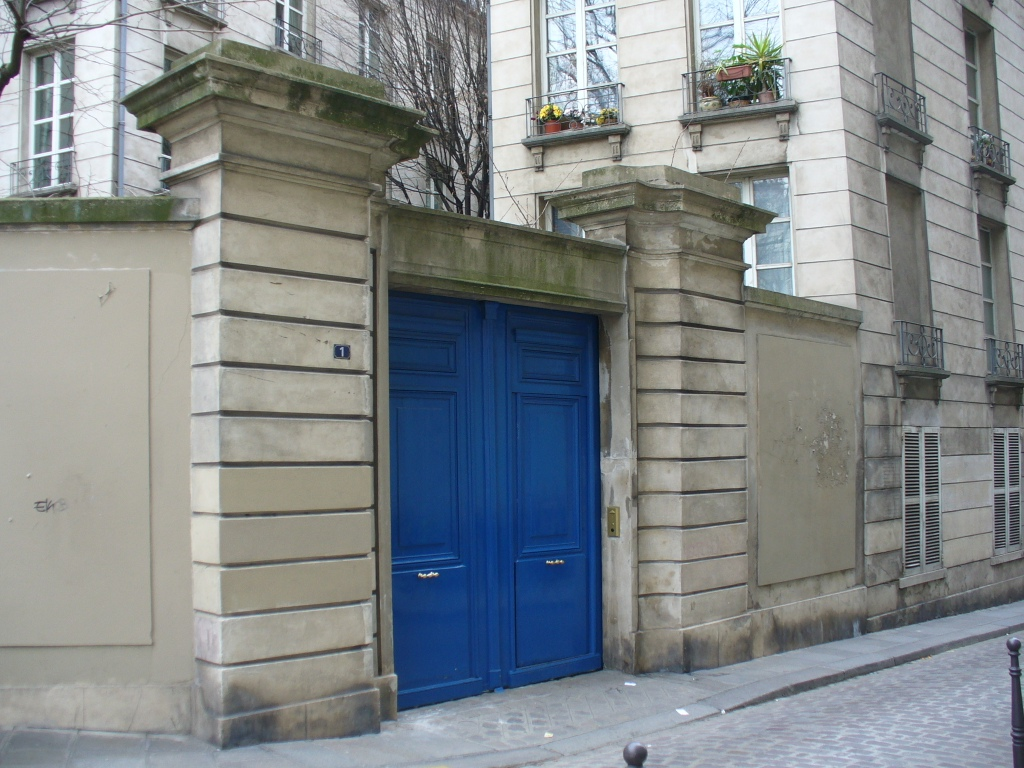
Le no 1.
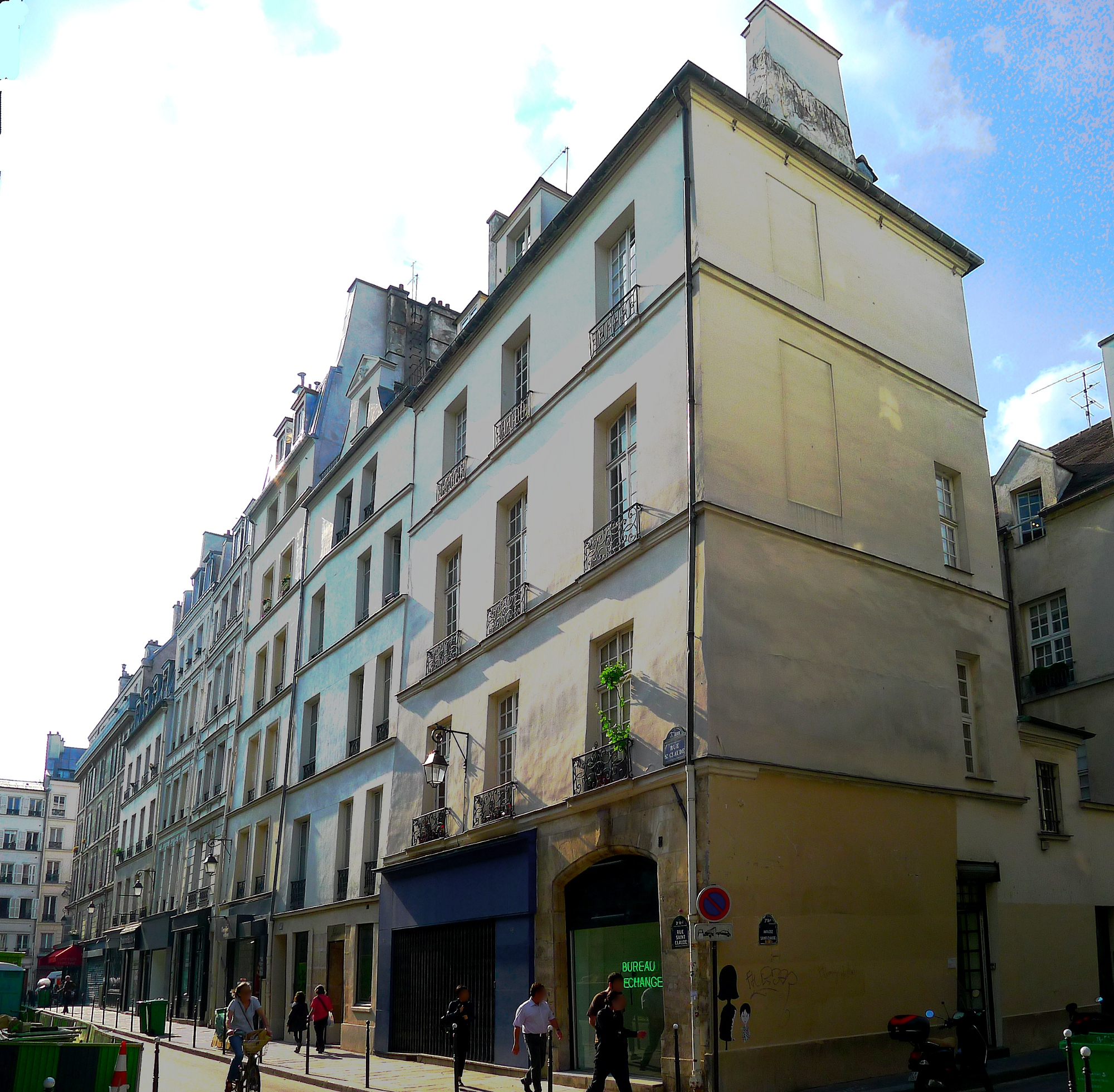
No 10 : immeuble de 1634[5].